# Bonon
Errore Lua in Modulo:Conversione alla linea 59: unità di misura incompatibili: length e area.
Bonon  è una città, sottoprefettura e comune della Costa d'Avorio, situata nel dipartimento di Bonon. Conta una popolazione di 112 629 abitanti (censimento 2014).